# Rondibilis subquadrinotata
Rondibilis subquadrinotata es una especie de escarabajo longicornio del género Rondibilis, tribu Acanthocinini, subfamilia Lamiinae. Fue descrita científicamente por Huang & Vitali en 2015.

## Descripción
Mide 12 milímetros de longitud.

## Distribución
Se distribuye por Laos.